# Janaul
Janaul (orosz betűkkel: Янау́л, baskír írással: Яңауыл) város Oroszországban, a Baskír Köztársaságban.

## Népesség
- 2002-ben 27 909 lakosa volt.
- 2010-ben 26 924 lakosa volt, melynek 39,4%-a baskír, 29,9%-a tatár, 16,5%-a orosz, 9%-a udmurt, 3,9%-a mari.